# Robert Munro (rugby)
Pour les articles homonymes, voir Robert Munro et Munro (homonymie).
Robert Munro (Logierait, ca. 1841 - 1913) est un joueur international écossais de rugby devenu missionnaire pour l'Église d'Écosse.
Il fait partie de l'équipe d'Écosse de rugby qui affronte l'Angleterre dans ce qui constitue le tout premier match international de rugby de l'histoire, en 1871.

## Biographie

### Jeunesse et famille
Robert Munro naît le 25 février 1841 à Logierait, un village du Perth and Kinross, en Écosse. Il est le fils d'Alexander M. Munro, professeur, et de Margaret Stewart. Robert Munro poursuit ses études à l'université de St Andrews.

### Carrière en rugby

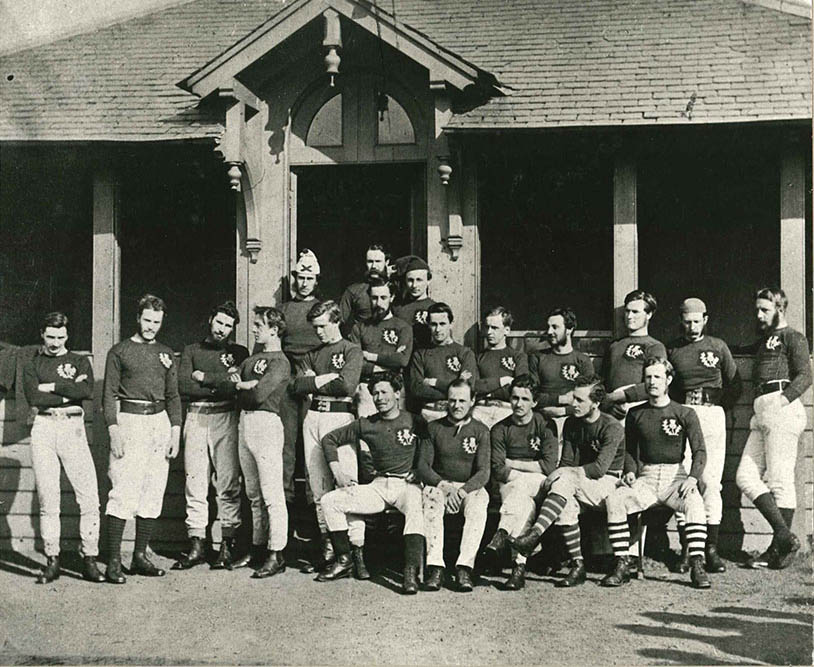
La première équipe nationale de rugby d'Écosse, lors du match de mars 1871 contre l'Angleterre à Édimbourg.

Robert Munro évolue au poste de forward (avant) au sein du club de l'université de St Andrews,,.
Ses performances en club sont remarquées, et Munro est sélectionné pour faire partie de la toute première équipe d'Écosse qui va affronter l'Angleterre lors du tout premier match international de rugby de l'histoire, le 27 mars 1871. L'Écosse l'emporte 1 à 0 en inscrivant 2 essais et 1 transformation contre 1 essai non transformé pour l'Angleterre (seules les transformations rapportaient des points à l'époque),,. C'est le seul match international joué par Munro.

### Vie personnelle et carrière dans l'Église
En effet, plus tard en 1781, Robert Munro devient missionnaire pour l'Église d'Écosse, recevant une licence en novembre 1871 par le presbytère de St Andrews et effectue ses tâches de missionnaire à l'église paroissiale de Blair Atholl And Struan (d).
Il est ordonné à St Kiarans, Govan, le 16 novembre 1876.
Transferé à Ardnamurchan le 16 avril 1879, il est à nouveau transféré à Kilninian and Kilmore (d) le 15 janvier 1890. Il est démis le 5 décembre 1908.
Robert Munro meurt sans s'être marié le 28 août 1913,.